# Russische Grippe 1977/1978
Als Russische Grippe wird eine Influenza-Epidemie bezeichnet, die sich in den Jahren 1977 und 1978 ereignete. Weltweit forderte sie – je nach Quelle – 500.000–700.000 Todesopfer. Es begann in Nordchina und kurz darauf in Sibirien. Genetische Analysen und einige ungewöhnliche Merkmale der russischen Grippe haben viele Forscher dazu veranlasst, zu spekulieren, dass das Virus durch einen Laborunfall freigesetzt wurde.

## Ursache
Sie wurde durch Influenzaviren vom Subtyp A/H1N1 verursacht, von jenem Subtyp, der in den Jahren nach 1918 auch Ursache der Spanischen Grippe gewesen war. Erstmals isoliert wurde dieser Subtyp im Mai 1977 in Nordchina, bis Januar 1978 hatte er sich weltweit verbreitet. Die Sowjetunion war das erste Land, das der Weltgesundheitsorganisation einen Ausbruch meldete; sie wird daher als „Russische Grippe“ bezeichnet. (Die Volksrepublik China war erst 1981 Mitglied der Weltgesundheitsorganisation.)
Betroffen von der „Russischen Grippe“, während derer die Erkrankten in der Regel nur milde Symptome entwickelten, waren vor allem Kinder, Jugendliche und junge Erwachsene unter 25 Jahren.
Dies wird von den Experten darauf zurückgeführt, dass A/H1N1 ab 1918 weltweit vorherrschend war und erst 1957 durch den Subtyp A/H2N2, den Erreger der Asiatischen Grippe, verdrängt wurde. Viele vor 1957 Geborene waren daher bereits zuvor diesem Subtyp ausgesetzt gewesen und besaßen somit einen gewissen Immunschutz, nicht aber die nach 1957 Geborenen. Da die Erkrankungswelle auf junge Menschen beschränkt blieb, wird sie meist nicht als Pandemie eingestuft.
Der Subtyp A/H1N1 der „Russischen Grippe“ war dem Subtyp aus den Jahren vor 1957 derart ähnlich, dass rasch die Vermutung aufkam, das Virus sei Mitte der 1970er-Jahre aus einem sowjetischen oder chinesischen Labor entwichen. Die geringe Anzahl von Abweichungen (Mutationen) in seinem Erbgut könne man nur dadurch erklären, dass das Virus im wörtlichen Sinne jahrzehntelang eingefroren gewesen sei. Diese These vertrat 1992 auch der renommierte Influenza-Forscher Robert Webster.
Das H1N1-Genom der „Spanischen Grippe“ wurde 2005 von einer Arbeitsgruppe um Jeffery Taubenberger rekonstruiert.
Die sogenannte Russische Grippe der Jahre 1889 bis 1895 wurde von einem anderen Subtyp oder aber von einem Coronavirus verursacht.

## Belege
1. ↑  Martin Michaelis, Hans Wilhelm Doerr, Jindrich Cinatl Jr.: Novel swine-origin influenza A virus in humans: another pandemic knocking at the door. In: Medical Microbiology and Immunology. Band 198, 2009, S. 175–183, doi:10.1007/s00430-009-0118-5.
2. ↑  Beáta Éva Petrovski et al.: Reorganize and survive—a recommendation for healthcare services affected by COVID-19—the ophthalmology experience. In: Eye. Band 34, 2020, S. 1177–1179, doi:10.1038/s41433-020-0871-7.
3. 1 2  Influenza Pandemic Plan. The Role of WHO and Guidelines for National and Regional Planning (Memento vom 3. Dezember 2020 im Internet Archive) Im Original veröffentlicht von der WHO im April 1999.
4. 1 2 3  Joel O. Wertheim: The Re-Emergence of H1N1 Influenza Virus in 1977: A Cautionary Tale for Estimating Divergence Times Using Biologically Unrealistic Sampling Dates. In: PLoS ONE. Band 5, Nr. 6, 2010, e11184, doi:10.1371/journal.pone.0011184.
5. 1 2  Michelle Rozo, Gigi Kwik Gronvall: The Reemergent 1977 H1N1 Strain and the Gain-of-Function Debate. In: mBio. Band 6, Nr. 4, 2015, e01013-15, doi:10.1128/mBio.01013-15.
6. ↑  Shanta M. Zimmer, Donald S. Burke: Historical Perspective: Emergence of Influenza A (H1N1) Viruses. In: The New England Journal of Medicine. Band 361, Nr. 3, 2009, S. 279–285, doi:10.1056/NEJMra0904322.
7. ↑  Pandemics and Pandemic Threats since 1900. (Memento vom 21. Juli 2011 im Internet Archive) Auf: pandemicflu.gov.
8. ↑  Pandemics & Threats 1900–2006 (Memento vom 4. März 2016 im Internet Archive) Heartland Kidney Network 12/06 QI (PDF)
9. ↑  World Health Organization in China. World Health Organization, abgerufen am 24. Januar 2021 (englisch).
10. ↑  Edwin D. Kilbourne: Influenza Pandemics of the 20th Century. In: Emerging Enfectious Diseases. Band 12, Nr. 1, 2006, S. 9–14, doi:10.3201/eid1201.051254
11. ↑  Tod aus dem Labor. (Memento vom 25. Dezember 2011 im Internet Archive) In: Greenpeace-Magazin. 1/2004
12. ↑  Robert G. Webster et al.: Evolution and Ecology of Influenza A viruses. In: Microbiology Reviews. Band 56, Nr. 1, 1992, S. 152–179, (Volltext)
13. ↑  Profile: Robert Webster. Porträt in Nature Medicine, Band 9, 2003, S. 1445, doi:10.1038/nm1203-1445
14. ↑  Ann H. Reid et al.: Origin and evolution of the 1918 „Spanish“ influenza virus hemagglutinin gene. In: PNAS. Band 96, Nr. 4, 1999, S. 1651–1656, doi:10.1073/pnas.96.4.1651
 Ann H. Reid et al.: Characterization of the 1918 “Spanish” influenza virus neuraminidase gene. In: PNAS. Band 97, Nr. 12, 2000, S. 6785–6790, doi:10.1073/pnas.100140097
 Christopher F. Basler et al.: Sequence of the 1918 pandemic influenza virus nonstructural gene (NS) segment and characterization of recombinant viruses bearing the 1918 NS genes. In: PNAS. Band 98, Nr. 5, 2001, S. 2746–2751, doi:10.1073/pnas.031575198
 Ann H. Reid et al.: Characterization of the 1918 'Spanish' influenza virus matrix gene segment. In: Journal of Virology. Band 76, Nr. 21, 2002, S. 10717–10723, doi:10.1128/JVI.76.21.10717-10723
 Ann H. Reid et al.: Novel origin of the 1918 pandemic influenza virus nucleoprotein gene. In: Journal of Virology. Band 78, Nr. 22, 2004, S. 12462–12470, doi:10.1128/JVI.78.22.12462-12470
 Jeffery K. Taubenberger el al.: Characterization of the 1918 influenza polymerase gene. In: Nature. Band 437, 2005, S. 889–893, doi:10.1038/nature04230